# Leviola
Leviola is een monotypisch geslacht van spinnen uit de  familie van de Mysmenidae.

## Soort
- Leviola termitophila Miller, 1970